# Michel Le Tellier (statsman)
Michel Le Tellier, född 19 april 1603 i Paris, död 30 oktober 1685 i Versailles, var en fransk ämbetsman. Han var far till François Michel Le Tellier de Louvois och till Charles-Maurice Le Tellier.
Le Tellier började sin bana i parlamentet, blev 1640 arméintendent och 1643 krigsminister. Som sådan blev Le Tellier den egentlige grundläggaren av Frankrikes moderna armé, och hans son Louvois verk vore inte tänkbart utan faderns förarbeten. År 1677 blev Le Tellier kansler, verkade som sådan ivrigt för upphävandet av Nantesiska ediktet och fick kort före sin död underteckna förordningen härom.